# Karl Kortelainen
Karl Kortelainen (ur. 1 kwietnia 1930 we wsi Małaja Estonija (obecnie Lenińsk Kuźniecki) w obwodzie kemerowskim, zm. 3 maja 2020 w Moskwie) – szef KGB Estońskiej SRR (1982-1990).

## Życiorys
Od 1948 służył w wojskach pogranicznych MGB ZSRR, 1951 skończył wojskową szkołę pograniczną w Machaczkale, 1951-1957 zastępca dowódcy i dowódca placówki pogranicznej, 1960 ukończył Wojskowy Instytut KGB. 1972-1974 studiował w Wojskowej Akademii Sztabu Generalnego Sił Zbrojnych ZSRR im. K. Woroszyłowa, 1974-1975 był zastępcą szefa sztabu Północno-Zachodniego Okręgu Pogranicznego Czerwonego Sztandaru KGB, później zastępca i 1 zastępca dowódcy wojsk Dalekowschodniego Okręgu Pogranicznego Czerwonego Sztandaru KGB. Od lipca 1979 do września 1981 dowódca wojsk Zabajkalskiego Okręgu Pogranicznego Czerwonego Sztandaru KGB, od 1982 generał porucznik, 1982-1990 przewodniczący KGB Estońskiej SRR, 1990-1991 1 zastępca szefa Głównego Zarządu Wojsk Pogranicznych KGB ZSRR.

## Odznaczenia
- Order Rewolucji Październikowej
- Order Czerwonej Gwiazdy
- Odznaka "Zasłużony Pogranicznik Federacji Rosyjskiej" (28 marca 2000)

I medale.